# Cotidiano (canção)
"Cotidiano" é uma canção do cantor e compositor brasileiro Chico Buarque, lançada em 1971 para seu álbum Construção.
A canção fez parte da trilha sonora da telenovela Como Salvar Meu Casamento, de 1979, sendo o seu tema de abertura.

## Versões
O cantor Arnaldo Antunes fez uma versão de "Cotidiano" para o songbook de Chico Buarque produzido por Almir Chediak, idealizador da série "Songbook" no Brasil. A música está presente no oitavo e último CD da coletânea lançada em 1999.
Em 2003, o DJ Marcelinho da Lua gravou a música para seu álbum Tranquilo, com participação do cantor Seu Jorge. O videoclipe desta versão venceu o prêmio MTV Video Music Brasil em 2004, na categoria de melhor videoclipe de música eletrônica.

## Prêmios e indicações
| Ano  | Prêmio                 | Versão                        | Categoria                       | Resultado |
| ---- | ---------------------- | ----------------------------- | ------------------------------- | --------- |
| 2004 | MTV Video Music Brasil | Marcelinho da Lua e Seu Jorge | Videoclipe de Música Eletrônica | Venceu    |